# آراچینوو
آراچینوو (به لاتین: Aračinovo) یک روستا در جمهوری مقدونیه است که در شهرداری آراچینوو واقع شده‌است. آراچینوو ۷٬۳۱۵ نفر جمعیت دارد و ۲۶۷ متر بالاتر از سطح دریا واقع شده‌است.

## خواهرخوانده
شهر لفکوشای شمالی خواهرخواندهٔ آراچینوو هست.